# Авдеев, Виктор Витальевич
Виктор Витальевич Авде́ев (16 марта 1964, Свердловск) — советский и российский хоккеист, защитник. Известен по выступлениям за екатеринбургский «Автомобилист», провёл в команде 11 сезонов.

## Биография
Воспитанник свердловской хоккейной школы «Спартаковец», первый тренер — Герман Чумачек. На юниорском уровне становился серебряным призёром V зимней Спартакиады народов СССР (1982).
На взрослом уровне дебютировал в сезоне 1980/81 в первой лиге СССР в составе свердловского «Автомобилиста», в своём первом сезоне сыграл один матч, во втором — два. Также выступал за свердловский «Луч» во второй лиге, а в сезоне 1982/83 стал уже основным игроком «Автомобилиста», сыграв за сезон 55 матчей.
В 1983 году перешёл в рижское «Динамо», игравшее в высшей лиге. За два сезона в команде сыграл 61 матч, не набрав ни одного очка. Сезон 1985/86 начал в рижской команде РАСМС во второй лиге, но в ходе сезона вернулся в Свердловск. С 1986 года вместе с «Автомобилистом» выступал в высшей лиге СССР (138 матчей, 7+5 очков в регулярных сезонах, также 78 матчей, 3+3 очка в переходных турнирах), в сезонах 1992/93 и 1993/94 играл в МХЛ (33 матча, 1+2).
В конце карьеры несколько лет выступал за «Кедр» (Свердловск-44/Новоуральск) в первой и второй лигах России. Часть сезона 1994/95 провёл в казахстанском клубе «Строитель» (Караганда), игравшем в МХЛ (23 матча, 1+0). Последние сезоны в качестве игрока провёл в екатеринбургском РТИ во второй лиге России.
После окончания профессиональной карьеры выступал в соревнованиях ветеранов, победитель Кубка мира среди ветеранов 2012 года.